# Zračni tunel
Zračni tunel ili aerotunel (skraćeno od aerodinamički tunel) je osnovno laboratorijsko postrojenje eksperimentalne aerodinamike. U njemu se kontrolirano, fizički simulira kretanje zraka. 

## Namjena i uporaba zračnih tunela
Zračni tuneli koriste se prvenstveno za aeronautičke i astronautičke namjene, a potim i za niz drugih namjena: ispitivanje opterećenja vjetrom zgrada, mostova, dimnjaka, antena i sl, ispitivanje aerodinamike cestovnih vozila i brodova, balističke namjene, iskorištavanje energije vjetra, ispitivanje aerodinamike zemljine površine, let ptica i kukaca i drugo. Prema namjeni ili načinu rada, tuneli se još mogu dijeliti na: tunele s regulacijom tlaka, tunele s promjenljivom gustoćom radnog medija, tunele za ispitivanja prototipa u punoj veličini, tunele s dimom za vizualizaciju strujanja, tunele za ispitivanje slobodnog leta (model nije učvršćen na nosač), tunele za ispitivanje spiralnih manevara, za ispitivanje stabilnosti leta, za ispitivanje uvjeta zaleđivanja na zrakoplovu, za ispitivanja V/STOL zrakoplova, kao i za druge namjene.

### Glavni dijelovi
Glavni dijelovi zračnog tunela sa zatvorenim tokom strujanja su test sekcija, konvergentna mlaznica, umirivačka sekcija, difuzor, ventilator, motor, usmjerivači zraka te povratni vod.  
Test sekcija je najznačajniji dio zračnog tunela, gdje se postiže traženi oblik strujanja i izvode mjerenja. Kroz konvergentnu mlaznicu ubrzava se fluid do željene brzine zbog sužavanja poprečnog presjeka mlaznice. U umirivačkoj sekciji postiže se traženi stupanj turbulencije odnosno laminarnost strujanja. Motor pokreće ventilator koji uzrokuje strujanje zraka. Usmjerivači zraka postavljeni su u kutovima tunela i ublažavaju vrtloženje zraka. Da bi se odredila potrebna snaga motora i karakteristike ventilatora za postizanje željene brzine fluida u test sekciji, potrebno je proračunati energetske gubitke tunela zbrajanjem gubitaka u pojedinim sekcijama. Dijelovi tunela se međusobno razlikuju po svojoj geometriji pa se proračun koeficijenata gubitaka razlikuje od sekcije do sekcije.

## Podijela zračnih tunela

### Otvoreni tuneli
Prema svojoj konstrukciji postoje dvije osnovne vrste zračnih tunela. Prva vrsta su otvoreni tuneli, još se nazivaju "Eiffel" ili "NPL" tuneli (Eiffel tuneli imaju otvorenu radnu sekciju, a NPL tuneli zatvorenu). Kod otvorenih tunela nema povratnog strujanja zraka koji je prošao kroz tunel ponovno u ulaz tunela, odnosno na ulaz tunela uvijek dolazi svježi zrak. 

### Zatvoreni tuneli
Druga vrsta su zatvoreni tuneli ili tuneli s povratnim strujanjem zraka, još se nazivaju "Prandtl" ili "Göttingen" tuneli. Kod ovakvih tunela postoji jedan ili više povratnih vodova kojima se jednom već upotrebljeni zrak ponovno vraća u zatvorenom krugu kroz tunel.  Zatvoreni tuneli se dalje dijele prema broju odnosno obliku povratnih vodova na tunele: s jednim povratnim vodom, s dva povratna voda i s prstenastim ili obuhvatnim povratnim vodom. Najčešće se koriste tuneli s jednim povratnim vodom jer su najjednostavniji, a uz to daju ujednačenu i umirenu struju zraka kroz test sekciju, više nego što se to može postići kod druge dvije vrste zatvorenih tunela, koje imaju svoje prednosti u ispitivanjima turbulentnog strujanja i u slučajevima kada tunel treba raditi s visokim nadtlakom.

## Vanjske poveznice
- Aerotuneli NASA
- Popis objekata za ispitivanje u aerotunelu